# Александро-Невский (Новосибирская область)
Алекса́ндро-Не́вский — посёлок сельского типа в Баганском районе Новосибирской области. Посёлок входит в состав Казанского сельсовета. Александро-Невский расположен в 20 километрах к юго-западу от районного центра Баган.
Площадь посёлка — 42 гектара. Численность населения посёлка — 239 человек (2006 год). В 2006 году Александро-Невский занимал 17 место по численности населения среди всех населённых пунктов Баганского района.
В посёлке по данным на 2006 год функционируют 1 учреждение здравоохранения, 1 образовательное учреждение.

## История
Посёлок основан в 1896 году. Вероятнее всего, был назван в честь церкви.
В начале XX века посёлок активно заселялся немецкими переселенцами-меннонитами.
На рубеже XIX—XX веков в посёлке были построены церковь и одноэтажное кирпичное здание церковно-приходской школы на средства Фонда имени Александра III. В 1930-е годы церковь и хозяйственные постройки при церкви были разрушены. Здание школы сохранилось и стало использоваться как начальная общеобразовательная школа. По данным на конец XX века здание находилось в хорошем состоянии, представляло собой архитектурный памятник как немногочисленный образец «кирпичного стиля» сибирской архитектуры.

## Население
Динамика численности населения по годам:
| 1911 | 1926 | 1989 | 1996 | 2006 |
| ---- | ---- | ---- | ---- | ---- |
| 517  | 549  | 247  | 281  | 239  |

| 1926 | 1976 | 1995 | 2002 | 2007 | 2010 |
| ---- | ---- | ---- | ---- | ---- | ---- |
| 549  | ↘329 | ↘274 | ↗296 | ↘239 | ↘217 |

## Галерея
- Здание бывшей церковно-приходской школы